# Orlando International Airport
Orlando International Airport (IATA: MCO ICAO: KMCO, FAA LID: MCO) er en international lufthavn beliggende 9,7 km sydøst for centrum Orlando, som ligger i staten Florida i USA, der den er den næststørste lufthavn i staten og den 13. største i USA, målt ved antallet af passagerer. Lavprisflyselskabet Southwest Airlines er lufthavnens største flyselskab (kun indenrigs i USA) med hensyn til antallet af passagerer.  Norwegian Long Haul har også flyvninger fra lufthavnen til Københavns Lufthavn, Oslo Lufthavn, Gardermoen og London Gatwick Airport. 
Lufthavnskoden MCO henspeiler på lufthavnens tidligere navn, McCoy Air Force Base, som dengang var en del af Strategic Air Command.